# N-(4-氰苯基)-N-(2,3-亚甲二氧苄基)胍乙酸
N-(4-氰苯基)-N-(2,3-亚甲二氧苄基)胍乙酸（Lugduname，源自拉丁语 ，意为“里昂”）是目前已知最甜的物质之一，属于甜度极高的胍基羧酸类，其甜度约为蔗糖的220,000–300,000倍。1996年由法国里昂大学研究人员研制而得。